# Provincia marítima de Sanlúcar de Barrameda

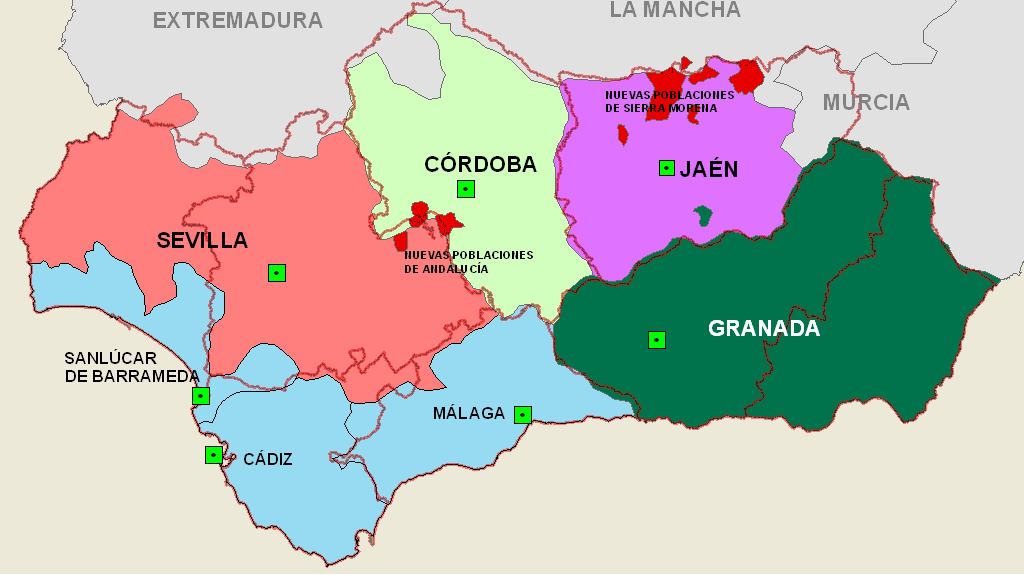
Situación de la provincia de Sanlúcar de Barrameda en Andalucía.

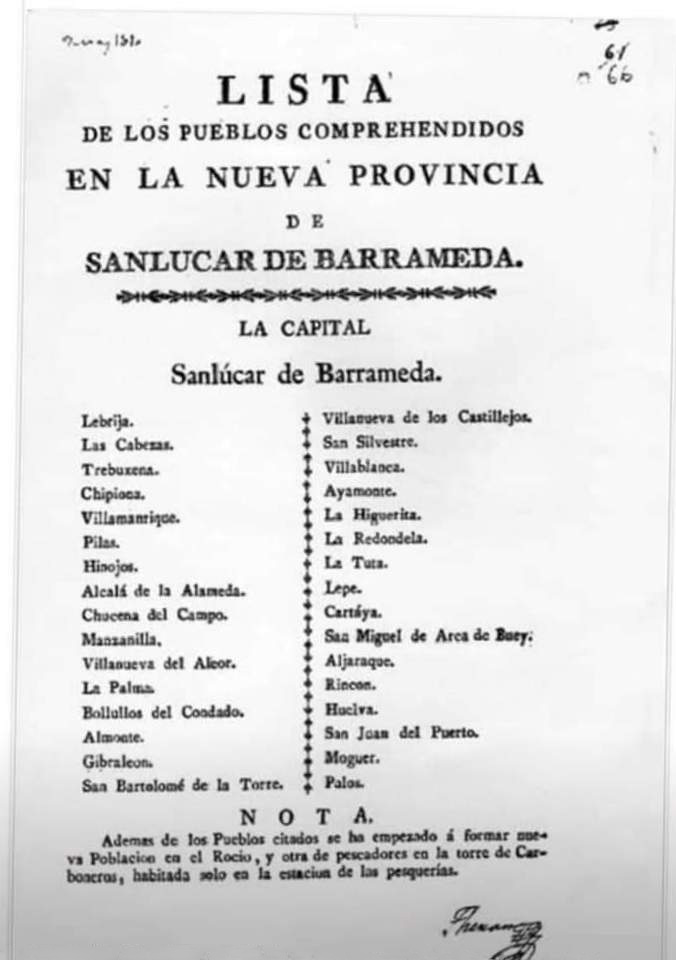
Lista de las localidades de la recién creada provincia marítima de Sanlúcar de Barrameda (1804)

La provincia y consulado marítimo de Sanlúcar de Barrameda fue una provincia marítima española de efímera existencia (1804-1808), que quedó constituida por real orden de 12 de diciembre de 1804.
La creación de esta provincia se debió a la predilección que por Sanlúcar de Barrameda tuvo Manuel Godoy, el Príncipe de la Paz, quien además creó en dicha ciudad el Jardín Botánico de la Paz y el Pinar de la Algaida. Además en dicha ciudad residía su amante y más tarde esposa Pepita Tudó. 
La fundación de la provincia se acompañó de la creación del Consulado Marítimo homónimo, debido a la posición estratégica de la ciudad en la desembocadura del Guadalquivir. La ciudad tenía tradición en ese sentido pues había sido sede de la Capitanía General de la Mar Océana y Costa de Andalucía hasta 1645. Además muchos de los municipios que integraban la nueva provincia ya habían estado bajo la misma jurisdicción, formando parte de los estados de la Casa de Medina Sidonia, cuya capital estuvo en Sanlúcar hasta 1645, y de su filial la Casa de Ayamonte.
La provincia, que se extendía desde Rota hasta el río Guadiana, incluía las poblaciones de Lebrija, Las Cabezas de San Juan, Trebujena, Chipiona, Villamanrique de la Condesa, Pilas, Hinojos, Alcalá de la Alameda, Chucena del Campo, Villalba del Alcor, Huelva, Almonte, Gibraleón, Rota, Niebla, Ayamonte, Villablanca, Real Isla de la Higuerita, La Redondela, Lepe, Cartaya, Moguer, Palos de la Frontera...
Desde su creación la provincia contó con la oposición de Sevilla y Cádiz, y no logró sobrevivir a las convulsiones nacionales de 1808, que pusieron fin al gobierno de Godoy.
- Datos: Q6088998